# جیک گودمن (بازیکن فوتبال)
جیک گودمن (انگلیسی: Jake Goodman؛ زادهٔ ۵ اوت ۱۹۹۳) بازیکن فوتبال اهل بریتانیا است.
از باشگاه‌هایی که در آن بازی کرده‌است می‌توان به باشگاه فوتبال مارگیت، باشگاه فوتبال لوتون تاون، باشگاه فوتبال ای‌اف‌سی ویمبلدون، باشگاه فوتبال استاینز تاون، باشگاه فوتبال میلوال، و باشگاه فوتبال آلدرشات تاون اشاره کرد.